# لباس پاره‌پوره
لباس پاره‌پوره (انگلیسی: The Tattered Dress) یک فیلم نوآر جنایی به کارگردانی جک آرنولد است که در سال ۱۹۵۷ منتشر شد.
نخستین پرسنل ارتش آمریکا که در جنگ ویتنام کشته‌شدند، ۵ سربازی بودند که در ۸ ژوئیه ۱۹۵۹ میلادی، مشغول تماشای این فیلم بودند و توسط مبارزان ویت‌کنگ غافل‌گیر شدند.

## بازیگران
- جف چندلر
- جین کرین
- جک کارسون
- گیل راسل
- الین استوارت
- جورج توبیاس
- ادوارد اندروز
- ادوارد پلات
- ویلیام شارلت
- فلوید سیمونز
- زیوا رودان
- اینگرد گود
- فرد آلدریچ